# Enzo Raisi
Enzo Raisi (San Lazzaro di Savena, 23 settembre 1961) è un politico e imprenditore italiano.

## Biografia
Laureato in scienze politiche, master in marketing e commercio internazionale, svolge l'attività di imprenditore.
Celibe, ha una figlia, Maria Eugenia, nata nel 2003 a Bologna.

### Attività politica
Dirigente nazionale e vice segretario del Fronte della Gioventù alla fine degli anni Ottanta, diviene componente del Comitato centrale del Movimento Sociale Italiano prima, e dell'Assemblea nazionale di Alleanza Nazionale poi.
Nel 1980 era a Bologna e stava per partire per il servizio militare come carabiniere; era nei pressi della stazione il 2 agosto 1980 quando esplose la bomba. Da allora, dopo lo scampato pericolo, si è dedicato alla ricerca della verità su quella strage, non credendo alla verità processuale, e ha fatto ricerche per più di venti anni sui documenti relativi. 
Viene eletto consigliere comunale di Bologna a seguito delle elezioni amministrative del 1985, del 1990, del 1994, del 1999 e del 2004: nelle prime tre occasione nelle liste del Movimento Sociale, successivamente con AN. È stato assessore alle attività produttive, commercio, turismo e relazioni internazionali al Comune di Bologna nella giunta Guazzaloca dal 1999 al 2004. Primo e unico assessore di destra del Comune di Bologna dalla costituzione della Repubblica Italiana

### Attività parlamentare
Nel 2001 è eletto alla Camera dei deputati per Alleanza Nazionale nella lista proporzionale. Nel 2006 è rieletto alla Camera dei deputati per AN, poi riconfermato nel 2008 per Il Popolo della Libertà, restando a Montecitorio fino al 2013. In tutti e tre i mandati parlamentari ha sempre fatto parte della commissione attività produttive nella quale è stato capogruppo di An, Pdl e Futuro e libertà. Ha inoltre fatto parte della commissione Mitrokhin. e della Commissione Stragi nazi-fasciste, di cui è stato anche relatore
È stato relatore di molti disegni di legge connessi alla sua attività di componente della commissione attività produttive, tra cui l’importante normativa energetica che ha reintrodotto l’energia nucleare ad uso civile in Italia 
Risulta essere stato tra i venti parlamentari più produttivi della XVI legislatura in un'inchiesta pubblica riportata nel giornale la Stampa nel 2013.
Nel giugno 2009 si candida a Presidente della Provincia di Bologna, ma perde le elezioni e viene eletto Capogruppo per il Popolo della Libertà. Aderisce a Generazione Italia.
Nella direzione nazionale Pdl dell'aprile 2010 resa famosa dalla famosa frase di Fini "che fai mi cacci" rivolta al leader del Pdl, Raisi viene accusato, insieme a Urso e Bocchino dallo stesso premier Silvio Berlusconi di esporre al pubblico ludibrio il Pdl per aver partecipato ad alcune trasmissioni tv in cui esponeva pubblicamente le critiche sull'inattività del governo rispetto al programma elettorale presentato in campagna elettorale dal Pdl di cui Raisi era dirigente.
Il 30 luglio 2010, a seguito dell'espulsione da parte dei vertici del PdL di Fini e altri tre deputati, Raisi si dimette dal gruppo PdL alla Camera per costituire, assieme ad altri 32 deputati, il gruppo parlamentare Futuro e Libertà per l'Italia.
Il 9 settembre 2010, rassegna le dimissioni (primo finiano dirigente del PdL a renderle spontaneamente) da coordinatore provinciale del Popolo della Libertà a Bologna. Il 14 ottobre 2010 viene nominato Coordinatore regionale di Futuro e Libertà in Emilia-Romagna. 
Si candida alla Camera per FLI alle elezioni politiche del 24-25 febbraio 2013 ma non viene rieletto.
Insieme ad alcuni suoi colleghi ex parlamentari e dirigenti di FLI nel 2013 fonda "Mit modernizzare l'Italia", un'associazione politico culturale di area della destra liberale e laica.

### Attività imprenditoriale
Nel 1988, terminato il master di Marketing e Commercio internazionale inizia a lavorare presso le Nuove Ceramiche Ricchetti come responsabile dei mercati di lingua spagnola, poi francesi, Medio Oriente e infine Oceania e Estremo Oriente.
Nel 1992 diventa direttore commerciale estero presso la Stayer utensili elettrici ove segue la distribuzione di tutti i prodotti all'estero.
Nel 1994 passa con il medesimo incarico alla Cisa di Faenza 
Nel 1997 crea una impresa di consulenza di internalizzazione di impresa, la Herrero Trading sl, a favore dello sviluppo commerciale all'estero delle PMI italiane
Dal 2006 al 2010 svolge l'attività di amministratore unico del quotidiano Secolo d'Italia e sotto la sua guida viene fatta un'importante ristrutturazione che riporta il quotidiano di partito ad una situazione economica sostenibile evitandone la chiusura. Grazie anche all'intesa con la direttrice Flavia Perina, Raisi riesce anche a rilanciare l'immagine del giornale di AN tanto da diventare un punto di riferimento per una destra modernizzatrice, rompendo, talvolta con forti provocazioni intellettuali, il monopolio mediatico berlusconiano che si era creato all'interno della destra politica e culturale italiana.
Nel 2008 viene nominato amministratore di un'azienda spagnola, la Easypack Solutions sl, della quale possiede il 57% delle quote.

#### In Spagna
Nel marzo 2013 si trasferisce in Spagna, ad Alborea nel paese originario di sua madre, in Castilla la Mancha dove, oltre a mantenere l'incarico di amministratore della Easypack Solutions Sl, apre una nuova attività con la Herrero Trading & consulting Sl che si occupa di internazionalizzazione di imprese.
Nel 2019 viene nominato responsabile per la Spagna dell’Istituto Milton Friedman e nominato amministratore unico della società L’Operosa Spa sucursal en España.

## Opere
- Storia e idee della Nuova destra italiana, Settimo Sigillo editore, 1990
- Bomba o non bomba. Alla ricerca ossessiva della verità, Minerva Edizioni, 2012
- La casta siete voi, “ Taurinorun editore, 2021